# Franz Moggi

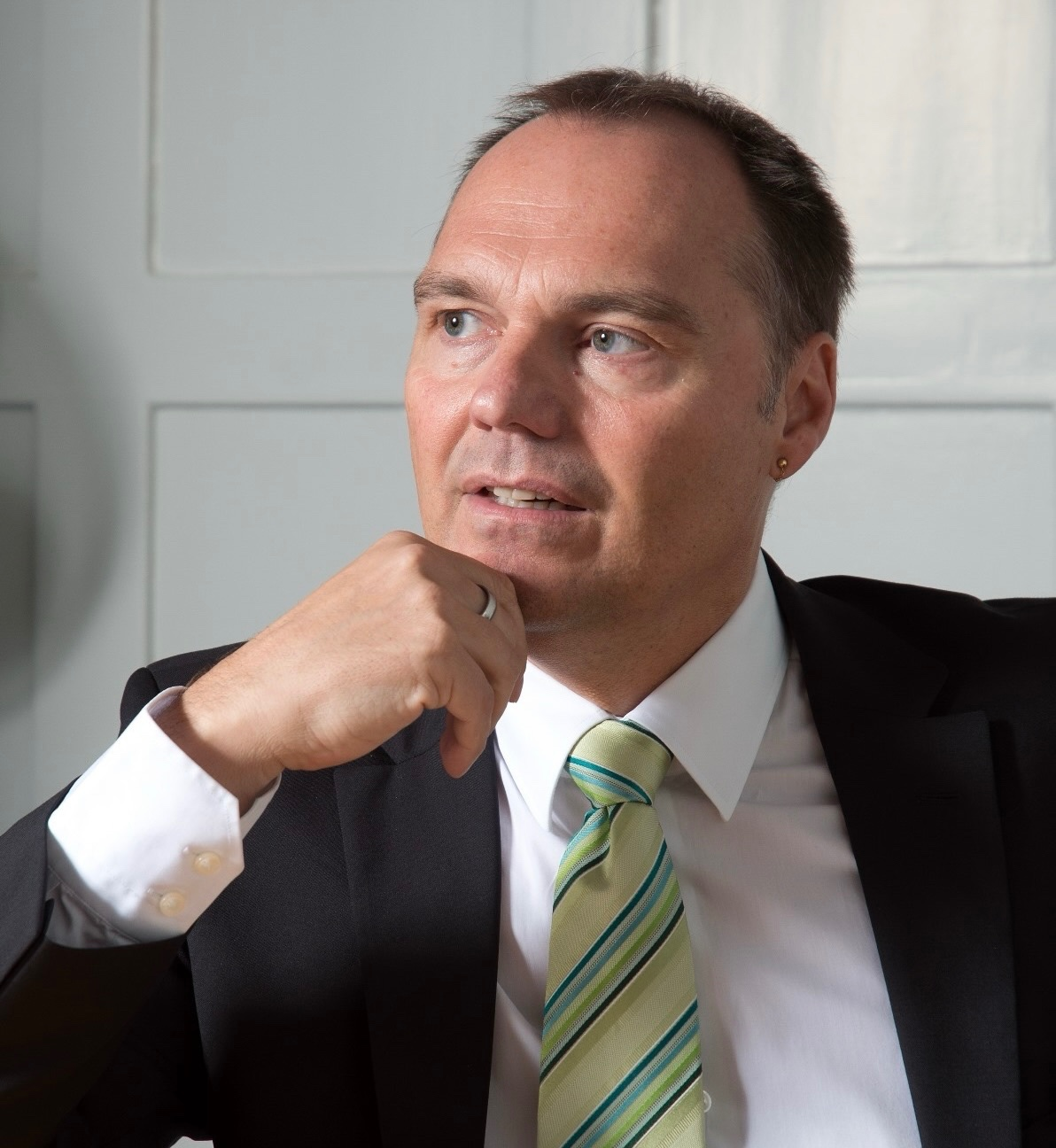
Franz Moggi (2024)

Franz Moggi (* 10. April 1963 in Basel) ist ein Schweizer Psychologe, Psychotherapeut und Hochschullehrer. Er ist Inhaber einer Professur an der Medizinischen Fakultät der Universität Bern und Chefpsychologe der Universitätsklinik für Psychiatrie und Psychotherapie der Universitären Psychiatrischen Dienste Bern, kurz UPD.

## Leben
Franz Moggi studierte 1983 bis 1988 an der Universität Freiburg (Schweiz) im Hauptfach Klinische Psychologie bei Meinrad Perrez und in den Nebenfächern Allgemeine und Pädagogische Psychologie sowie Ethnologie. Er schloss das Studium mit dem Lizentiat ab.

### Tätigkeit an der Universität Freiburg (Schweiz)
Bis 1990 schloss sich eine Forschungsassistenz am Lehrstuhl für Klinische Psychologie von Meinrad Perrez in Freiburg an, in deren Rahmen drei Projekte im Auftrag des Eidgenössischen Departementes des Innern zum Thema Kindesmisshandlung bearbeitet wurden. Diese Stelle wurde anschliessend bis 1991 in eine Lehrstuhlassistenz (50 %) umgewandelt.
1994 promovierte er in Freiburg mit summa cum laude zum Verhältnis zwischen Emotion und Kognitiver Bewertung sozialer Situationen bei Frauen, die sexuelle Misshandlungen innerhalb der Familie erlebt hatten, und 2005 habilitierte er sich kumulativ ebenda, erhielt die Venia legendi in Klinischer Psychologie, Psychopathologie und Psychotherapie und wurde Privatdozent.
Von 1999 bis 2015 führte er Vorlesungen und Seminare zur Einführung in die Klinische Psychologie, zur Psychologischen Diagnostik und Kognitiven Verhaltenstherapie im Rahmen von Lehraufträgen aus, was 2012 zur Berufung als Titularprofessor an der Philosophischen Fakultät der Universität Freiburg führte. 2006 schliesslich vertrat er den Lehrstuhl Klinische Psychologie während eines Freisemesters von Meinrad Perrez.

### Tätigkeit an der Universität Bern
Bereits 1990 wechselte er beruflich zunächst auf eine 50%-Stelle an die Universität Bern und dort an die Psychiatrische Universitätsklinik als Klinischer Psychologe. 1993 bis 1997 war er dort zusätzlich Forschungspsychologe im Rahmen einer Oberassistenz und bearbeitete mehrere drittmittelfinanzierte Projekte zur Behandlung von Patienten mit Komorbidität von Sucht und psychischen Störungen.
1997 bis 1998 absolvierte er einen Forschungsaufenthalt in den USA bei Rudolf H. Moos an der Stanford University im Center for Health Care Evaluation, Veterans Affairs Health Care System and Stanford University Medical Center im Rahmen eines Stipendiums des Schweizerischen Nationalfonds. Dort bearbeitete er ebenfalls zwei Projekte zur Komorbidität von Sucht und psychischen Störungen.
Als er zurückkam, erhielt er vom Chefarzt Werner Strik den Auftrag, einen Psychologischen Dienst unter seiner Leitung aufzubauen. Die Psychiatrische Universitätsklinik fusionierte 2006 mit der Direktion für Sozial- und Gemeindepsychologie sowie 2007 mit der Psychiatrischen Universitätspoliklinik, was die Organisation des Klinisch-Psychologischen Dienstes komplexer machte.
Seit 1999 ist er Leiter des Klinisch-Psychologischen Dienstes der Universitätsklinik für Psychiatrie und Psychotherapie und heute als Chefpsychologe verantwortlich für über 60 Psychologen sowie in dieser Funktion Mitglied der Klinikleitung.
Seit 2000 ist er auch Co-Leiter der Psychotherapiestation, seit 2001 Leiter der Arbeitsgruppe Suchtforschung sowie seit 2017 Psychologischer Leiter des Kompetenzzentrums Psychotherapie der Universitätsklinik für Psychiatrie und Psychotherapie sowie des Zentrums für Suchtpsychiatrie.
Im August 2015 hat er sich an die Universität Bern umhabilitiert und die Venia Docendi für das Fach Klinische Psychiatrie verliehen bekommen. Am 1. September des gleichen Jahres wurde er zum Assoziierten Professor der Universität Bern berufen.
Seine Lehrtätigkeit in Bern betrifft Veranstaltungen für Medizinstudierende, so 2004–2007 die Einführung in die Psychotherapie und ab 2007 eine Lehrveranstaltung zu Wirkmechanismen in der Psychotherapie und seit 2017 eine Vorlesung zu Persönlichkeitsstörungen. Im Rahmen der ärztlichen postgradualen Weiterbildung lehrt er seit 2013 zu Motivationalen Strategien, zur Psychotherapie im stationären Setting bei Suchterkrankungen, zu Evidenzbasierter Therapie bei Alkoholabhängigkeit, zu Doppeldiagnosen als Komorbidität psychischer Störungen und Sucht und anderen Themen. Seit 2020 hält er auch eine Vorlesung für Pharmaziestudenten zur Epidemiologie der Substanzkonsumstörungen.
Moggi war bei neun Kongressen und Symposien in Bern Mitglied des Organisationskomitees, welche zum Thema Achtsamkeit 2011, 2013 und 2024, zu Substanzkonsumstörungen und Verhaltenssüchten 2015 und 2019, zu Verhaltenssüchten 2021, zu digitalen Tools der Suchtbehandlung 2022, zu Cannabis und deren Störungen 2023 sowie zu Psychedelika in der Behandlung von Substanzkonsumstörungen 2024 stattfanden.

### Postgraduale Weiterbildungen
Moggi schloss zahlreiche Weiterbildungen ab, so die Ausbildung mit Abschluss als Verhaltenstherapeut SGVT (Schweizerische Gesellschaft für Verhaltenstherapie) sowie eine therapeutische Zusatzausbildung zum Hypnotherapeuten GHypS (Gesellschaft für klinische Hypnose Schweiz). Er belegte 2009 bis 2012 ein Masterstudium und schloss dies als Executive Master in Business Administration (EMBA) in Medical Management an der Privaten Hochschule Wirtschaft (PHW) in Bern ab.
Er ist als Fachpsychologe für Psychotherapie FSP durch die Föderation der Schweizer Psychologinnen und Psychologen (FSP) anerkannt und hat eine Kantonale Bernische Praxisbewilligung für Psychotherapie als eidgenössisch anerkannter Psychotherapeut.

### Verbands- und Kommissionstätigkeit
Moggi war und ist in mehreren Funktionen von Verbänden tätig. 1994 bis 1996 war er Vorstandsmitglied und Vizepräsident der Schweizerischen Gesellschaft für Verhaltenstherapie SGVT/SSTCC und 1996 Mitglied sowie ab 1999 bis 2005 Präsident der Berufsordnungskommission (BOK) der Föderation der Schweizer Psychologinnen und Psychologen (FSP).
Ab 2007 war er Mitglied und 2012 bis 2023 Präsident der Schweizerischen Stiftung für Alkoholforschung SSA/FSRA mit Sitz in Lausanne, Schweiz. Seit 2007 ist er Mitglied und war von 2014 bis 2023 Vorstandsmitglied in der International Collaboration of ADHD and Substance Abuse (ICASA) mit Sitz in Nijmegen, Niederlande. Seit 2020 ist er Gründungs- und Vorstandsmitglied von Addiction Psychology Switzerland (APS) mit Sitz in Bern, Schweiz.
Schliesslich vertritt er seit 2019 die UPD Bern in der Aktivkonferenz Psychiatrie von H+, dem Dachverband aller Spitäler der Schweiz, und ist seit 2018 Mitglied der Expertenkommission Prävention in der Gesundheitsversorgung für das Bundesamt für Gesundheit (BAG) und «Gesundheitsförderung Schweiz».
Von November 2023 an bis zu deren Auflösung Ende 2024 war er Mitglied der Kommission Psychiatrie, welche die Gesundheits-, Sozial- und Integrationsdirektion des Kantons Bern (GSI) zu verschiedenen Fragen der Psychiatrieversorgung beriet.

### Positionen
Er will forschen, lehren und selber klinisch tätig sein sowie sein Team professionell leiten. Dabei sieht er bestimmte Nachteile für Psychologen im Gesundheitswesen, das von Ärzten geprägt ist auch von Gesetz wegen. Psychologen müssen dafür kämpfen, dass die gesetzlichen Grundlagen dahingehend angepasst werden, dass sie mehr Verantwortung übernehmen dürfen. Er war der erste Psychologe, der zum postgradualen Studium «Executive Master in Business Administration (EMBA) in Medical Management» zugelassen wurde. Das Studium sei für Mediziner und Pharmakologen gedacht, und er war eine «Ausnahme».
Auf Vorwürfe 2019, dass in der Psychiatrischen Universitätsklinik UPD in Bern, wo auch Patientinnen und Patienten mit Suchtproblemen behandelt werden, Drogen laut Zeitungsbericht ehemaliger Patienten allgegenwärtig seien, nimmt Moggi namens der UPD Stellung. Dass es offenbar Schlupflöcher gebe, sei schwer zu verhindern. Dem müsse man nachgehen. Eines sei ihm aber wichtig: «Wir wollen kein geschützter Raum sein, mit Stacheldraht rundum.»

### Privates
Moggi ist geschieden, lebt in fester Lebensgemeinschaft und ist Vater einer erwachsenen Tochter und eines erwachsenen Sohnes. Er ist heimatberechtigt in Santa Maria Val Müstair, das heute zu Val Müstair gehört.

## Forschung
Seine Forschungsschwerpunkte waren zunächst Kindesmisshandlung sowie Fehlverhalten verschiedener Berufsgruppen im Gesundheitswesen. Seit Jahrzehnten beschäftigt er sich im Schwerpunkt mit der Epidemiologie, Diagnostik und Behandlung von Patienten mit Substanzkonsumstörungen, dabei mit besonderem Fokus auf komorbide psychische Störungen wie beispielsweise die Aufmerksamkeitsdefizit-/Hyperaktivitätsstörung. Er führte als Principal Investigator oder in Co-Leitung zahlreiche Projekte durch.

## Veröffentlichungen (Auswahl)
- mit Ulrich W. Preuss: Affektive Störungen und Sucht. Kohlhammer, Stuttgart. 1. Auflage  2. Auflage 2024. ISBN 978-3-17-040684-1
- mit Michael Soyka, Anil Batra und Marc Walter (Hrsg.): Suchtmedizin Urban & Fischer (in Elsevier) München, 1. Auflage 2019,  2. Auflage 2024, ISBN 978-3-437-21074-7
- mit Geert Dom (Hrsg.): Co-occurring Addictive and Psychiatric Disorders: A Practice-based Handbook from a European Perspective. Springer Publisher. Berlin 2015. ISBN 978-3-642-45374-8
- Doppeldiagnosen. Komorbidität psychischer Störungen und Sucht. Huber, Bern 2002; 2., überarbeitete und erweiterte Auflage: Hogrefe. Göttingen 2007. ISBN 978-3-456-84365-0
- mit Ruth Donati: Psychische Störungen und Sucht: Doppeldiagnosen. Fortschritte der Psychotherapie. Hogrefe, Göttingen 2004. ISBN 978-3-8017-1357-7
- mit mehreren Autoren (Hrsg.): Promoting self-change from problem substance use: Practical implications for prevention, policy and treatment. Kluwer Academic Press 2001. ISBN 978-0-7923-7088-8